# 昂万
昂万（法語：Anvin，法語發音：[ɑ̃vɛ̃]）是法国上法兰西大区加来海峡省的一个市镇，位于该省中部，属于阿拉斯区。

## 地理
昂万（50°26'47"N, 2°15'19"E）面积7.83 平方千米，位于法国上法蘭西大區加来海峡省，该省份为法国北部沿海省份，西北濒北海，南至索姆省，东临北部省。
与昂万接壤的市镇（或旧市镇、城区）包括：贝尔格讷斯、蒙希卡约、特讷尔、埃普、弗勒里、厄尚。

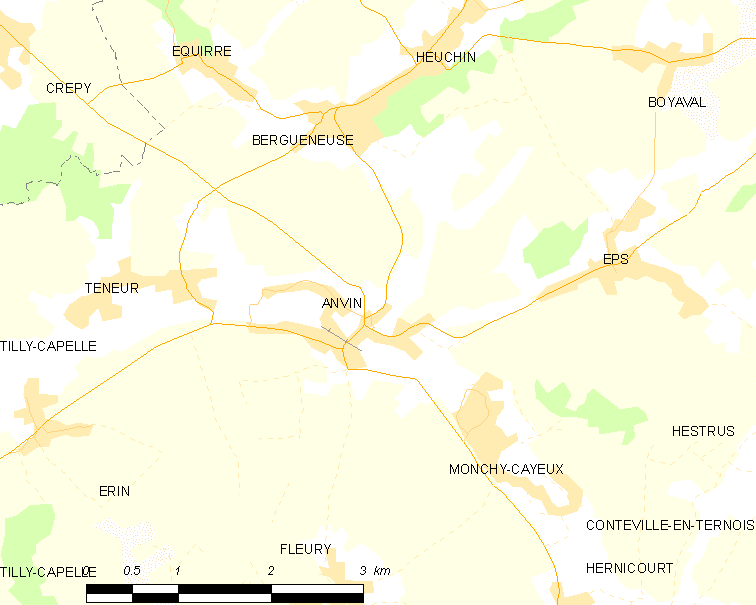
昂万的OSM定位图

昂万的时区为UTC+01:00、UTC+02:00（夏令时）。

## 行政
昂万的邮政编码为62134，INSEE市镇编码为62036。

## 政治
昂万所属的省级选区为泰努瓦斯河畔圣波勒县。

## 人口

1962-2008年间昂万人口变化图示

昂万于2022年1月1日时的人口数量为709人。